# Separado!
Separado! je velšský dokumentární film z roku 2010. Jeho režiséry byli Dylan Goch a hudebník Gruff Rhys, který rovněž složil hudbu a ve filmu vystupuje. Film sleduje Rhyse na jeho cestě po Jižní Americe, kde koncertuje a navštěvuje zdejší velšské komunity. Hlavním tématem filmu je hledání potomků Rhysových vzdálených příbuzných, kteří sem přišli v devatenáctém století.